# Breuillet (Essonne)
Pour les articles homonymes, voir Breuillet.
Breuillet (prononcé [bʁøjɛ] ) est une commune française située à trente-cinq kilomètres au sud-ouest de Paris dans le département de l'Essonne en région Île-de-France.
Ses habitants sont appelés les Breuilletois.

## Géographie

### Situation
| Type d’occupation           | Pourcentage | Superficie (en hectares) |
| --------------------------- | ----------- | ------------------------ |
| Espace urbain construit     | 31,9 %      | 215,12                   |
| Espace urbain non construit | 11,4 %      | 76,78                    |
| Espace rural                | 56,8 %      | 383,04                   |
| Source : Iaurif             |             |                          |

Breuillet est située à trente-cinq kilomètres au sud-ouest de Paris-Notre-Dame, point zéro des routes de France, vingt et un kilomètres au sud-ouest d'Évry, quinze kilomètres au nord d'Étampes, six kilomètres à l'ouest d'Arpajon, onze kilomètres au sud-ouest de Montlhéry, douze kilomètres au nord-est de Dourdan, seize kilomètres au nord-ouest de La Ferté-Alais, dix-sept kilomètres au sud-ouest de Palaiseau, vingt-trois kilomètres au sud-ouest de Corbeil-Essonnes, vingt-huit kilomètres au nord-ouest de Milly-la-Forêt. La commune est en outre située à quatre cent deux kilomètres au nord-est de son homonyme Breuillet en Charente-Maritime.

### Hydrographie
La commune est traversée par la rivière l'Orge. Les eaux de la Renarde, rejoint de l'Orge, sur la commune. Plusieurs étangs sont également situés sur le territoire de la commune, comme « La grande Boëlle » ou les bassins de retenue de l'Orge.

### Relief et géologie
Le point le plus bas de la commune est situé à cinquante mètres d'altitude et le point culminant à cent seize mètres.

### Climat
Pour des articles plus généraux, voir Climat de l'Île-de-France et Climat de l'Essonne.
En 2010, le climat de la commune est de type climat océanique dégradé des plaines du Centre et du Nord, selon une étude du CNRS s'appuyant sur une série de données couvrant la période 1971-2000. En 2020, Météo-France publie une typologie des climats de la France métropolitaine dans laquelle la commune est exposée à un climat océanique altéré et est dans la région climatique  Sud-ouest du bassin Parisien, caractérisée par une faible pluviométrie, notamment au printemps (120 à 150 mm) et un hiver froid (3,5 °C).
Pour la période 1971-2000, la température annuelle moyenne est de 11,4 °C, avec une amplitude thermique annuelle de 15,4 °C. Le cumul annuel moyen de précipitations est de 659 mm, avec 10,7 jours de précipitations en janvier et 7,7 jours en juillet. Pour la période 1991-2020, la température moyenne annuelle observée sur la station météorologique la plus proche, située sur la commune de Fontenay-lès-Briis à 6 km à vol d'oiseau, est de 11,6 °C et le cumul annuel moyen de précipitations est de 696,0 mm,. Pour l'avenir, les paramètres climatiques de la commune estimés pour 2050 selon différents scénarios d'émission de gaz à effet de serre sont consultables sur un site dédié publié par Météo-France en novembre 2022.

### Voies de communication et transports
La commune dispose sur son territoire de la gare de Breuillet - Bruyères-le-Châtel et de la gare de Breuillet - Village desservies par la ligne C du RER d'Île-de-France. Les lignes de bus assurées par le réseau de bus Cœur d'Essonne desservent la commune vers les communes voisines : 68-100 entre Bruyères-le-Châtel et Ollainville, 68-01 entre Bruyères-le-Châtel, Égly et Arpajon, 68-02, le réseau urbain municipal, 68-06 entre Saint-Sulpice-de-Favières et Saint-Yon, 68-08 entre Saint-Maurice-Montcouronne et Saint-Chéron

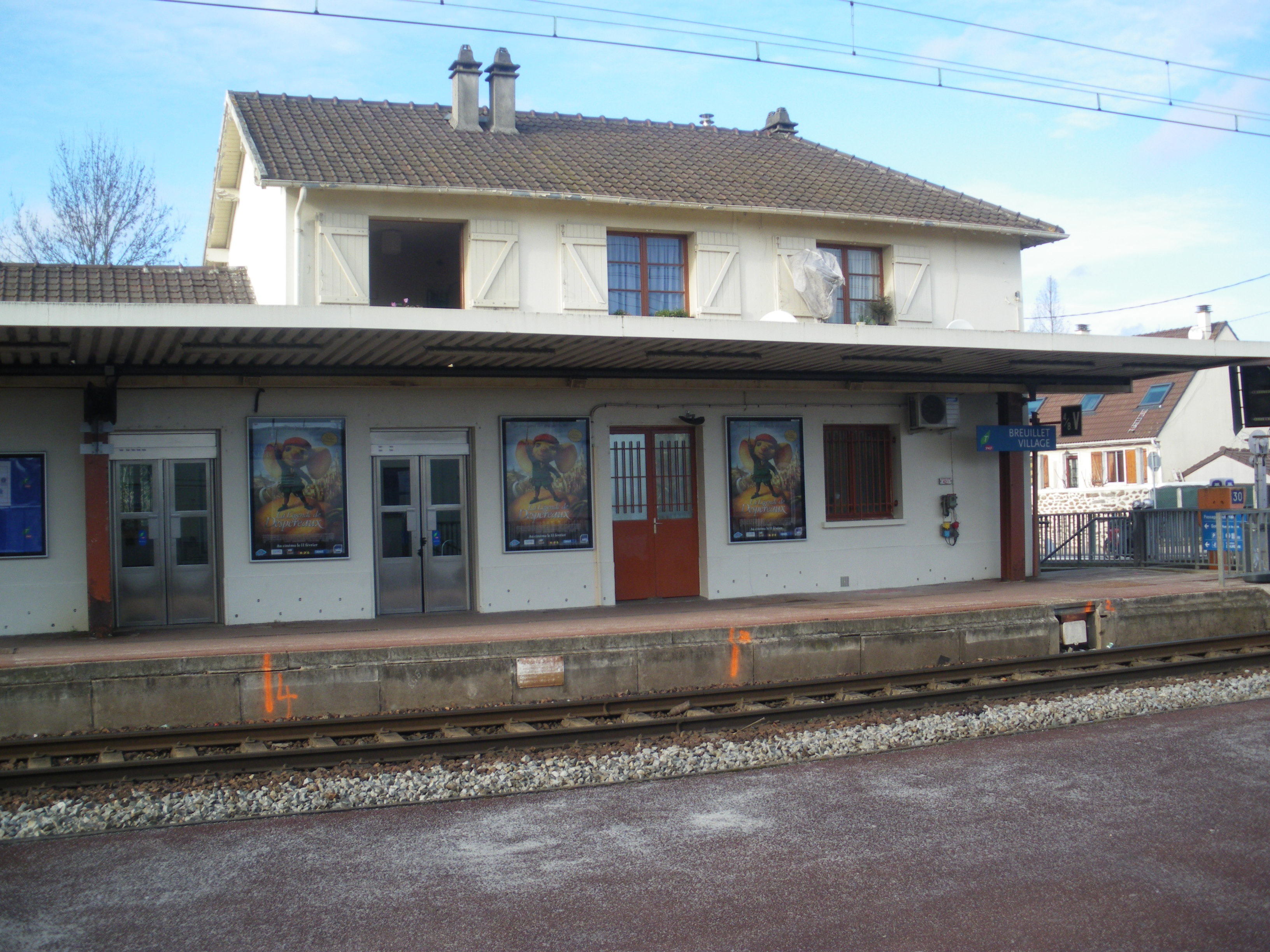
La gare de Breuillet - Village.
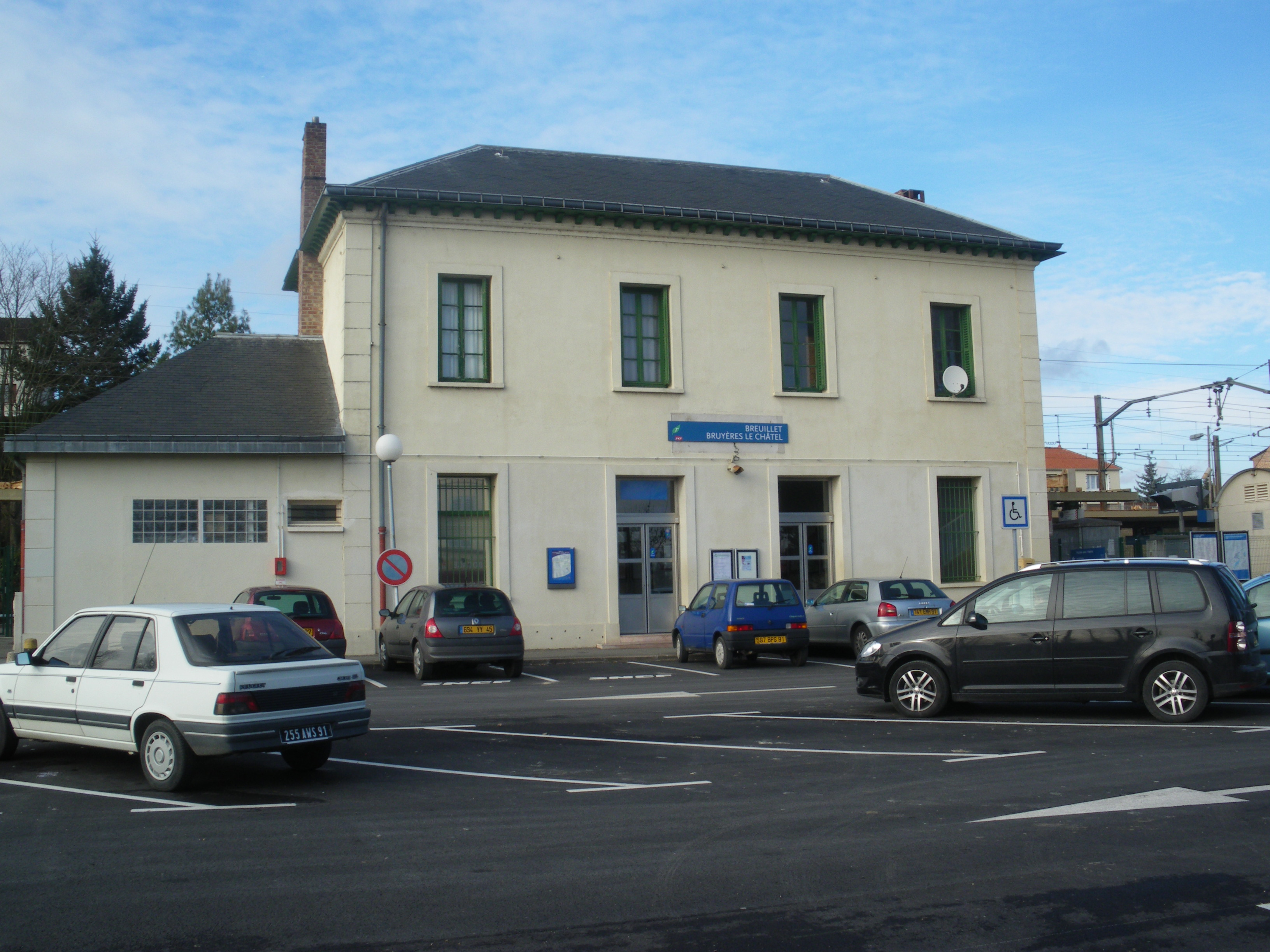
La gare de Breuillet - Bruyères-le-Châtel.

## Urbanisme

### Typologie
Au 1er janvier 2024, Breuillet est catégorisée centre urbain intermédiaire, selon la nouvelle grille communale de densité à sept niveaux définie par l'Insee en 2022.
Elle appartient à l'unité urbaine de Paris, une agglomération inter-départementale regroupant 407  communes, dont elle est une commune de la banlieue,,. Par ailleurs la commune fait partie de l'aire d'attraction de Paris, dont elle est une commune de la couronne,. Cette aire regroupe 1 929 communes,.

## Toponymie
Braioletum, Brouillet[Quand ?][Où ?].
Breuillet est le diminutif de "breuil". Ce nom de vieux français est dérivé du gaulois brogillo et a pour sens « bois-taillis, petit bois enclos ».
La commune fut créée avec son nom actuel en 1793.

## Histoire
Ancienne prévôté relevant du château du Louvre réunie à la Baronnie de Saint-Yon, la terre de Breuillet fut donnée à l'Hôtel-Dieu de Paris puis acquise par Guillaume de Lamoignon, Seigneur de Baville, premier président au parlement de Paris.
Seconde Guerre mondiale

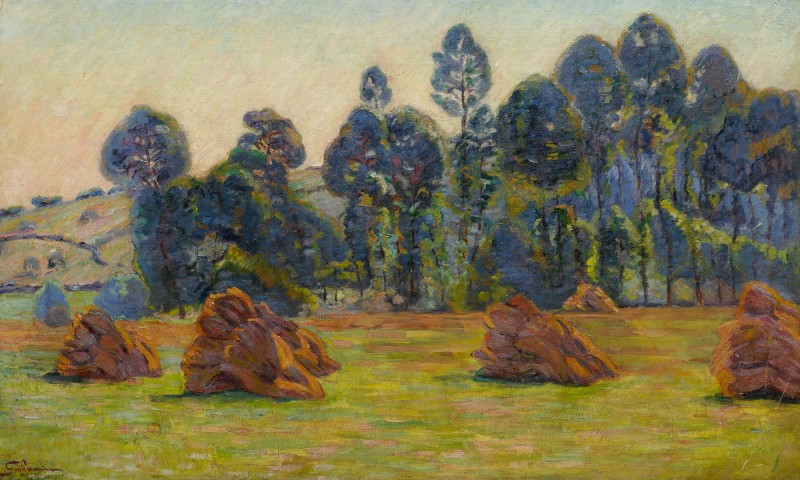
Breuillet, août 1890
Armand Guillaumin
Collection privée, Vente 2020

Lors de la bataille de France, le 15 juin 1940, la 3e compagnie du 3e régiment de zouaves, débarquée en France trois semaines auparavant en provenance d'Algérie, en retraite depuis Gometz, reçoit l'ordre de constituer un barrage antichars le long de la Rémarde, afin de retarder l'avancée allemande et permettre la retraite des troupes françaises, en résistant jusqu'à 22 h, puis en rejoignant le premier bataillon à Jouy.
L'obstacle, situé au pont de la Folleville et commandé par le lieutenant Paul Conty est attaqué à 13 h 45. Neuf de ses soldats sont tués, lui-même blessé à deux reprises. Les survivants se sont finalement rendus et ont été enfermés dans l'église de Saint-Chéron. Cette action de retardement a permis à des milliers de soldats français de ne pas être capturés. Le pont est dénommé depuis 2014 Pont du Lieutenant Conty.

### Création du quartierPort-Sud(1969)
À la fin des années 1960, Cerioz & Cie, promoteur immobilier achète un terrain  de 47 ha en zone inondable à une famille breuilletoise d'éleveur bovins. L'objectif, construire une résidence "à l'américaine" et faire venir les parisiens, rêvant de se ressourcer à la campagne. Le lieu-dit initial, le bout du monde étant jugé peu attractif, il est remplacé par un nom à consonnance plus estivale : Port-Sud.
Selon une plaquette publicitaire de 1969, on peut voir que le projet comprend : 
- La gare RER Breuillet-Bruyères-le-Châtel à 100m de la résidence, reliant Breuillet à Paris.
- Un centre commercial, à l'entrée de la résidence (supermarché, boulangerie, pharmacie...)
- Un lac artificiel de 6,2 ha, mis en valeur par des voiliers naviguant par beau temps, avec une jetée et un phare donnant sur un petit port.
- 20 000 plantes et 5 200 arbres ont été plantés. Des poissons ont été introduits dans le lac afin que la pêche soit possible.
- Un club house avec des terrains de tennis, un terrain de volley-ball, une piscine, un parc de jeux pour enfants et un solarium.
- Une école maternelle et une école élémentaire, pour attirer les jeunes familles.
- Une mairie annexe
- Une église

Finalement, la commune s'est opposée à la construction de la mairie annexe. À la place un terrain de sport pour les écoles a été construit. L'église n'a pas vu le jour non plus, cependant un bâtiment a été construit et donné à l'évêché (l'actuelle Maison Saint-Besnoit). Enfin, le phare promis a été remplacé par un simple lampadaire.
Le projet Port-Sud fut un succès. Les 702 maisons autour de ce nouveau lac ont trouvé preneurs.
Les années 1970 et la création de Port-Sud ont changé profondément le visage de Breuillet qui passe alors de 2600 à 6500 habitants entre 1968 et 1975. Une nouvelle catégorie de population, plus aisée est arrivée, marquant une scission sociologique en plus d'une scission géographique pour Breuillet. 50 ans après, la scission bien que toujours dans les têtes, est moins marquée qu'auparavant.

### Les inondations de 2016
La commune est touchée par les inondations européennes de 2016, avec 500 maisons inondées, 5 routes coupées et 270 maisons privées d'électricités pendant 4 jours dans le quartier de Port-Sud. Le lac ayant débordé sur les habitations. Certains ont profité de la situation pour faire du surf sur la plaine des Sports inondée. À la suite de cet épisode, Breuillet a été placée en état de catastrophe naturelle.

## Politique et administration

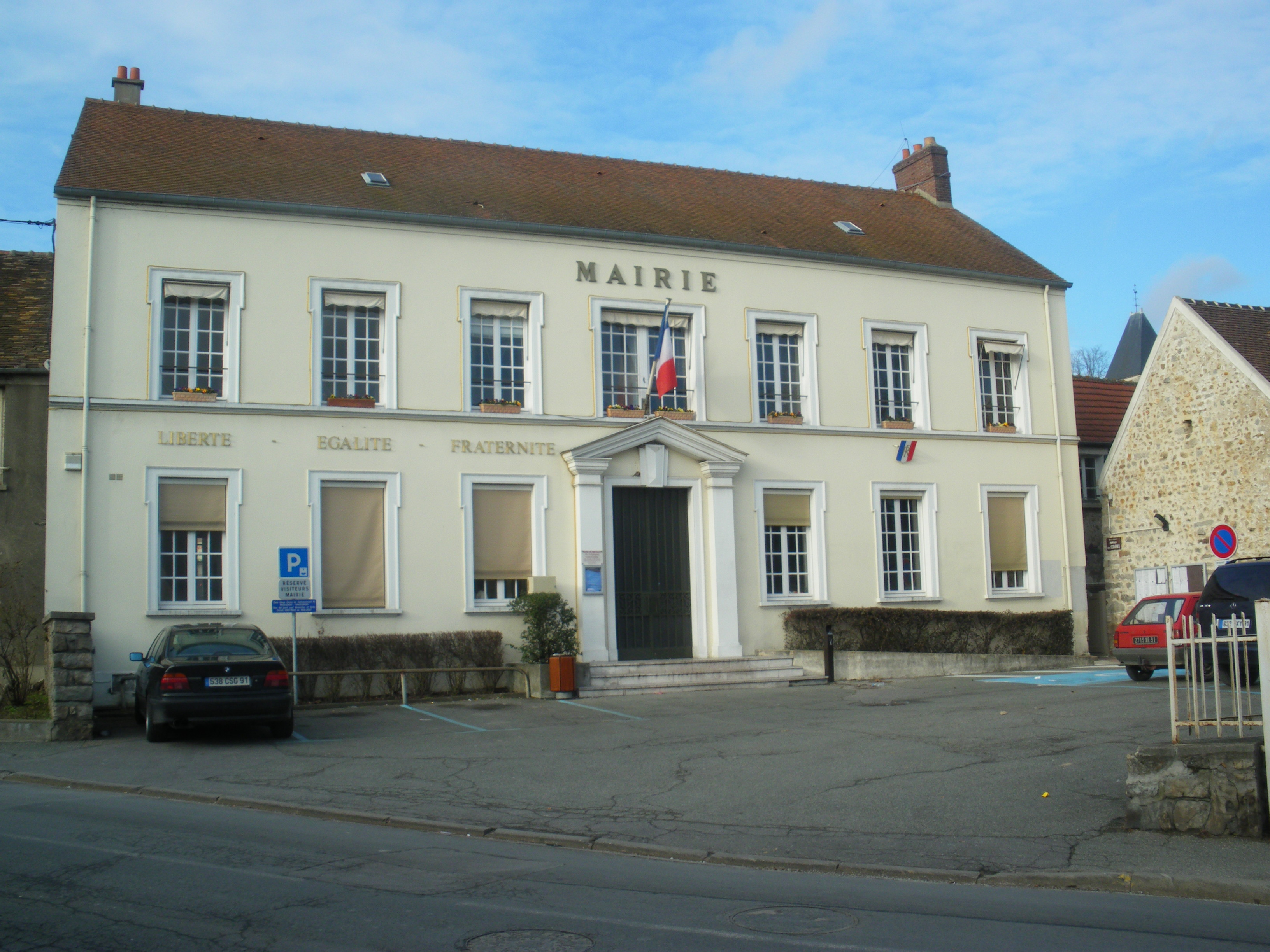
L'ancien hôtel de ville.

### Rattachements administratifs et électoraux
Antérieurement à la loi du 10 juillet 1964, la commune faisait partie du département de Seine-et-Oise. La réorganisation de la région parisienne en 1964 fit que la commune appartient désormais au département de l'Essonne après un transfert administratif effectif au 1er janvier 1968.
Elle faisait partie depuis la mise en place du département à son arrondissement d'Etampes, mais a été rattachée le 1er janvier 2018 à l'arrondissement de Palaiseau afin d'adapter les limites des arrondissements à la structuration des intercommunalités du département.
Pour l'élection des députés, la commune fait partie de la troisième circonscription de l'Essonne.
Elle était membre du Canton de Saint-Chéron depuis sa création en 1967. Dans le cadre du redécoupage cantonal de 2014 en France, la commune fait désormais partie du canton de Dourdan.

### Intercommunalité
La commune était membre fondateur de la communauté de communes de l'Arpajonnais. Celle-ci a fusionné avec une autre intercommunalité pour former, le 1er janvier 2016 la communauté d'agglomération Cœur d'Essonne Agglomération, dont Breuillet est désormais membre.

### Tendances et résultats politiques
Élections présidentielles, résultats des deuxièmes tours
- Élection présidentielle de 2002 : 84,81 % pour Jacques Chirac (RPR), 15,19 % pour Jean-Marie Le Pen (FN), 82,10 % de participation[37].
- Élection présidentielle de 2007 : 57,01 % pour Nicolas Sarkozy (UMP), 42,99 % pour Ségolène Royal (PS), 85,03 % de participation[38].
- Élection présidentielle de 2012 : 52,10 % pour Nicolas Sarkozy (UMP), 47,90 % pour François Hollande (PS), 85,18 % de participation[39].
- Élection présidentielle de 2017 : 65,11 % pour Emmanuel Macron (EM), 34,89 % pour Marine Le Pen (FN), 78,82 % de participation[40].
- Élection présidentielle de 2022 : 57,28 % Emmanuel Macron (EM), 42,73 % pour Marine Le Pen (RN), 70,74 % de participation[41].

Élections législatives, résultats des deuxièmes tours
- Élections législatives de 2002 : 56,73 % pour Geneviève Colot (UMP), 43,27 % pour Yves Tavernier (PS), 62,15 % de participation[42].
- Élections législatives de 2007 : 57,27 % pour Geneviève Colot (UMP), 42,73 % pour Brigitte Zins (PS), 57,34 % de participation[43].
- Élections législatives de 2012 : 52,43 % pour Geneviève Colot (UMP), 47,57 % pour Michel Pouzol (PS), 59,02 % de participation[44].
- Élections législatives de 2017 : 59,33 % pour Laëtitia Romeiro Dias (LREM), 40,67 % pour Virginie Araujo (LFI), 42,42 % de participation[45].
- Élections législatives de 2022 : 55,48 % pour Alexis Izard (RE), 44,52 % pour Steevy Gustave (EELV), 41,69 % de participation[46].
- Élections législatives de 2024 : 51,83 % pour Steevy Gustave (EELV), 48,17 % pour Stefan Milosevic (RN) 63,48 % de participation [47].

Élections européennes, résultats des deux meilleurs scores
- Élections européennes de 2004 : 26,54 % pour Harlem Désir (PS), 15,52 % pour Patrick Gaubert (UMP), 43,97 % de participation[48].
- Élections européennes de 2009 : 30,28 % pour Michel Barnier (UMP), 19,06 % pour Daniel Cohn-Bendit (Les Verts), 41,26 % de participation[49].
- Élections européennes de 2014 : 23,20 % pour Aymeric Chauprade (FN), 20,87 % pour Alain Lamassoure (UMP), 45,00 % de participation.
- Élections européennes de 2019 : 24,32 % pour Nathalie Loiseau (LREM), 21,18 % pour Jordan Bardella (RN), 52,89 % de participation.
- Élections européennes de 2024 : 35,04 % pour Jordan Bardella (RN), 14,84 % pour Valérie Hayer (RE), 56,84 % de participation[50].

Élections régionales, résultats des deux meilleurs scores
- Élections régionales de 2004 : 47,34 % pour Jean-Paul Huchon (PS), 41,08 % pour Jean-François Copé (UMP), 65,74 % de participation[51].
- Élections régionales de 2010 : 51,96 % pour Jean-Paul Huchon (PS), 48,04 % pour Valérie Pécresse (UMP), 49,59 % de participation[52].
- Élections régionales de 2015 : 47,51 % pour Valérie Pécresse (LR), 31,83 % pour Claude Bartolone (PS), 60,35 % de participation.
- Élections régionales de 2021 : 46,58 % pour Valérie Pécresse (LR), 26,54 pour Julien Bayou (EELV), 31,26 % de participation[53].

Élections cantonales et départementales, résultats des deuxièmes tours
- Canton de Saint-Chéron
  - Élections cantonales de 2001 : données manquantes.
  - Élections cantonales de 2008 : 52,28 % pour Jean-Pierre Delaunay (UMP), 47,72 % pour Jean-François Degoud (DVG), 45,23 % de participation[54].
- Canton de Dourdan
  - Élections départementales de 2015 : 67,16 % pour Dany Boyer (DVD) et Dominique Echaroux (UMP), 32,84 % pour Maryvonne Boquet (PS) et Bernard Vera (PCF), 48,22 % de participation[55].
  - Élections départementales de 2021 : 66,77 % pour Dany Boyer (DVD) et Paolo De Carvalho (RE), 33,23 % pour Olivier Bouton (PS) et Claire Serre-Combe (DVG) 31,13 % de participation[56].

Élections municipales, résultats des deuxièmes tours
- Élections municipales de 2001 : données manquantes.
- Élections municipales de 2008 : 53,60 % pour Bernard Sprotti (UMP) élu au premier tour, 46,40 % pour Jean-François Degoud (DVG), 62,92 % de participation[57].
- Élections municipales de 2014 : 71,89 % pour Bernard Sprotti (DVD) élu au premier tour, 28,10 % pour Samuel Touaty (PS), 64,54 % de participation.
- Élections municipales de 2020 : 100,00 % pour Véronique Mayeur (DVD) élue au premier tour, 28,39 % de participation.

Référendums
- Référendum de 2000 relatif au quinquennat présidentiel : 71,80 % pour le Oui, 28,20 % pour le Non, 30,96 % de participation[58].
- Référendum de 2005 relatif au traité établissant une Constitution pour l'Europe : 51,77 % pour le Oui, 48,23 % pour le Non, 71,89 % de participation[59].

### Politique de développement durable
La commune a engagé une politique de développement durable en lançant une démarche d'Agenda 21.

### Ville Internet
En 2003, la commune a reçu le label « Mention Ville Internet ».
Le label a été confirmé en 2010 avec l'obtention de deux @ et porté à trois @ en 2011, confirmé en 2012.

### Jumelages
| Breuillet Ammanford |

Breuillet a développé des associations de jumelage avec :
- Ammanford (Royaume-Uni) depuis 1997, en anglais Ammanford, située à 567 kilomètres[71] ;
- Breuillet, département de la Charente-Maritime (France) depuis 2015[72], située à 401 km[73].

## Population et société

### Démographie

#### Évolution démographique
L'évolution du nombre d'habitants est connue à travers les recensements de la population effectués dans la commune depuis 1793. Pour les communes de moins de 10 000 habitants, une enquête de recensement portant sur toute la population est réalisée tous les cinq ans, les populations de référence des années intermédiaires étant quant à elles estimées par interpolation ou extrapolation. Pour la commune, le premier recensement exhaustif entrant dans le cadre du nouveau dispositif a été réalisé en 2008.

En 2022, la commune comptait 9 023 habitants, en évolution de +6,91 % par rapport à 2016 (Essonne : +2,89 %, France hors Mayotte : +2,11 %).
| 1793 | 1800 | 1806 | 1821 | 1831 | 1836 | 1841 | 1846 | 1851 |
| ---- | ---- | ---- | ---- | ---- | ---- | ---- | ---- | ---- |
| 642  | 686  | 786  | 661  | 608  | 665  | 641  | 640  | 664  |

| 1856 | 1861 | 1866 | 1872 | 1876 | 1881 | 1886 | 1891 | 1896 |
| ---- | ---- | ---- | ---- | ---- | ---- | ---- | ---- | ---- |
| 628  | 641  | 641  | 605  | 627  | 686  | 677  | 611  | 590  |

| 1901 | 1906 | 1911 | 1921 | 1926  | 1931  | 1936  | 1946  | 1954  |
| ---- | ---- | ---- | ---- | ----- | ----- | ----- | ----- | ----- |
| 674  | 700  | 712  | 757  | 1 213 | 1 356 | 1 312 | 1 188 | 1 498 |

| 1962  | 1968  | 1975  | 1982  | 1990  | 1999  | 2006  | 2008  | 2013  |
| ----- | ----- | ----- | ----- | ----- | ----- | ----- | ----- | ----- |
| 2 009 | 2 639 | 6 562 | 7 176 | 7 321 | 7 331 | 8 044 | 8 255 | 8 454 |

| 2018  | 2022  | - | - | - | - | - | - | - |
| ----- | ----- | - | - | - | - | - | - | - |
| 8 347 | 9 023 | - | - | - | - | - | - | - |

#### Pyramide des âges
En 2018, le taux de personnes d'un âge inférieur à 30 ans s'élève à 36,5 %, soit en dessous de la moyenne départementale (39,9 %). À l'inverse, le taux de personnes d'âge supérieur à 60 ans est de 22,5 % la même année, alors qu'il est de 20,1 % au niveau départemental.
En 2018, la commune comptait 4 055 hommes pour 4 292 femmes, soit un taux de 51,42 % de femmes, légèrement supérieur au taux départemental (51,02 %).
Les pyramides des âges de la commune et du département s'établissent comme suit.
| Hommes | Classe d’âge | Femmes |
| ------ | ------------ | ------ |
| 0,5    | 90 ou +      | 1,0    |
| 6,4    | 75-89 ans    | 7,6    |
| 14,1   | 60-74 ans    | 15,3   |
| 23,6   | 45-59 ans    | 21,6   |
| 17,9   | 30-44 ans    | 19,0   |
| 17,2   | 15-29 ans    | 15,5   |
| 20,3   | 0-14 ans     | 20,0   |

| Hommes | Classe d’âge | Femmes |
| ------ | ------------ | ------ |
| 0,5    | 90 ou +      | 1,4    |
| 5,4    | 75-89 ans    | 7,2    |
| 12,9   | 60-74 ans    | 13,9   |
| 20     | 45-59 ans    | 19,4   |
| 19,9   | 30-44 ans    | 20,1   |
| 20     | 15-29 ans    | 18,2   |
| 21,3   | 0-14 ans     | 19,8   |

### Établissements scolaires
Les établissements scolaires de Breuillet sont rattachés à l'académie de Versailles. La commune dispose sur son territoire de l'école maternelle des Graviers, de l'école élémentaire Camille Magné et de l'école primaire de Port-Sud.

### Santé
La commune dispose sur son territoire de la maison de retraite des Larris. Un centre de la protection maternelle et infantile est implanté dans la commune.

### Services publics
La commune de Breuillet dispose sur son territoire d'une agence postale, d'une brigade de gendarmerie nationale et d'un centre de première intervention.

### Culture
Le Moulin des Muses accueille la médiathèque et le conservatoire de musique, danse et théâtre. Le club d'astronomie de Breuillet a été créé en 1999. Il organise de septembre à juin, généralement le 2e vendredi du mois des conférences à la Maison des Larris, et des ateliers pratiques au point accueil jeunes le 4e vendredi du mois. Des ateliers enfants sont également organisés certains samedi à Port Sud, ainsi qu'avec des écoles lors de certains événements astronomiques (éclipses). Tous les ans au mois d'août, le club organise une semaine de conférences et d'observations à Méribel. Ce club compte près d'une centaine de membres.

### Sports
Diverses activités sportives peuvent être pratiquées à Breuillet, en collaboration avec les services municipaux attachés à ce sujet, tant collectifs, comme le handball, le volleyball, le rugby (club commun avec Arpajon) et football, qu'individuels, comme l'athlétisme (club commun avec Arpajon), la natation, le kayak, le cyclisme, la gymnastique rythmique, l'escrime, le tir à l'arc. La plupart de ces activités sont regroupées dans la « Plaine des sports ».
La ville organise depuis 2017, un tournoi national de football féminin (U19), l'Essonne Cup. L'occasion pour les meilleures équipes françaises de cette catégorie de s'affronter le dernier week-end d'Août pour préparer la saison. Le tournoi grandit vite et les villes de Bruyères-Le-Châtel et de Dourdan accueillent aussi des matchs.

### Lieux de culte

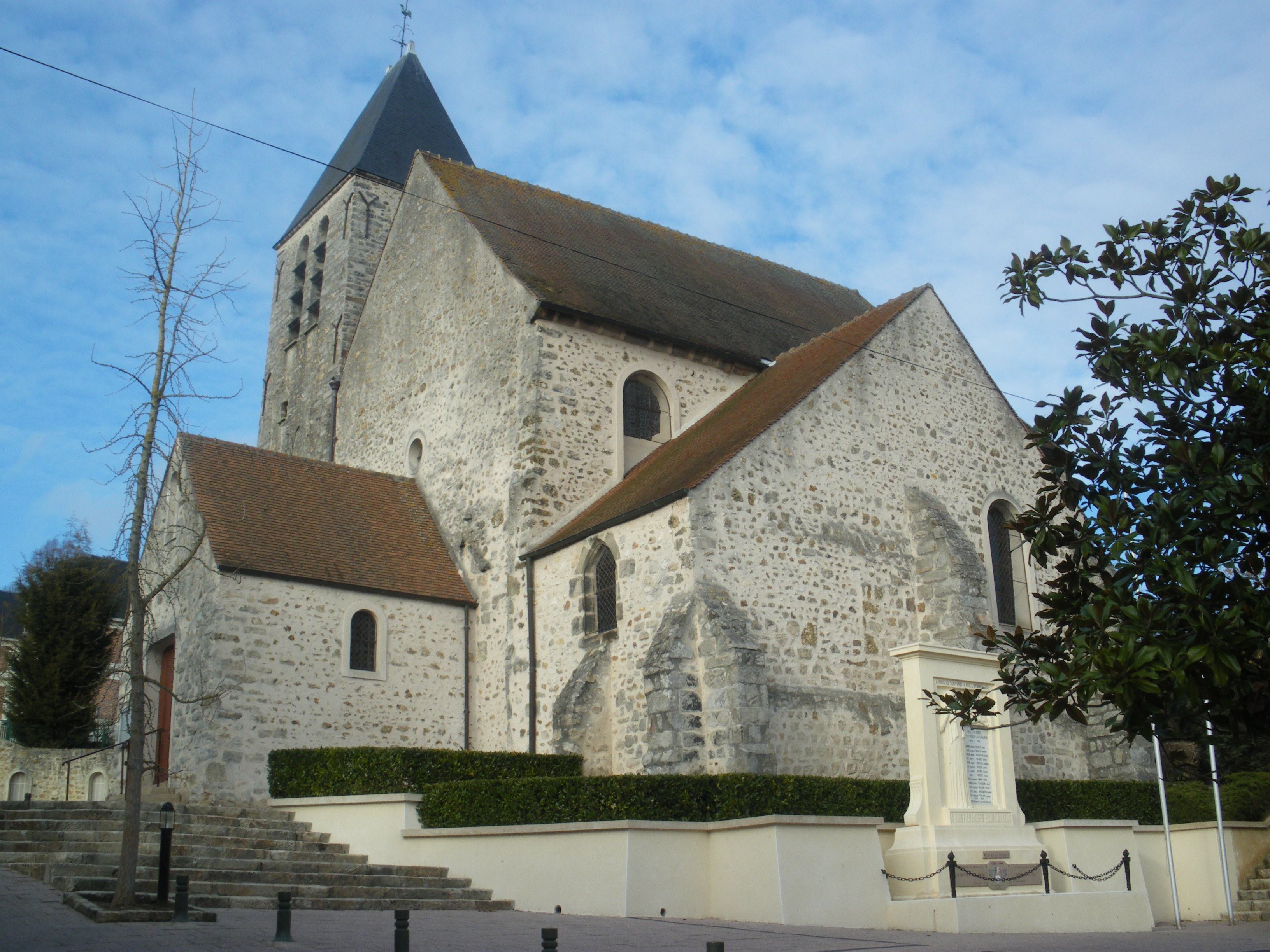
L'église Saint-Pierre.

La paroisse catholique de Breuillet est rattachée au secteur pastoral des Trois-Vallées-Arpajon et au diocèse d'Évry-Corbeil-Essonnes. Elle dispose de l'église Saint-Pierre.

### Médias
L'hebdomadaire Le Républicain relate les informations locales. La commune est en outre dans le bassin d'émission des chaînes de télévision France 3 Paris Île-de-France Centre, IDF1 et Téléssonne intégré à Télif. La ville accueille la résidence du chanteur Bilal Hassani, candidat au concours nommé Destination Eurovision 2019.

## Économie

### Emplois, revenus et niveau de vie
En 2010, le revenu fiscal médian par ménage était de 42 232 €, ce qui plaçait Breuillet au 1 589e rang parmi les 31 525 communes de plus de 39 ménages en métropole.
| Répartition des emplois par catégories socioprofessionnelles en 2006. |              |                                           |                                                   |                            |                          |                           |
|                                                                       | Agriculteurs | Artisans, commerçants, chefs d’entreprise | Cadres et professions intellectuelles supérieures | Professions intermédiaires | Employés                 | Ouvriers                  |
| Breuillet                                                             | 0,0 %        | 7,4 %                                     | 11,4 %                                            | 25,6 %                     | 37,5 %                   | 18,2 %                    |
| Zone d'emploi de Dourdan                                              | 0,7 %        | 6,0 %                                     | 18,9 %                                            | 28,5 %                     | 26,3 %                   | 19,6 %                    |
| Moyenne nationale                                                     | 2,2 %        | 6,0 %                                     | 15,4 %                                            | 24,6 %                     | 28,7 %                   | 23,2 %                    |
| Répartition des emplois par secteurs d’activités en 2006.             |              |                                           |                                                   |                            |                          |                           |
|                                                                       | Agriculture  | Industrie                                 | Construction                                      | Commerce                   | Services aux entreprises | Services aux particuliers |
| Breuillet                                                             | 2,3 %        | 8,7 %                                     | 3,9 %                                             | 19,8 %                     | 9,4 %                    | 8,2 %                     |
| Zone d'emploi de Dourdan                                              | 1,7 %        | 10,4 %                                    | 7,5 %                                             | 11,8 %                     | 21,6 %                   | 6,9 %                     |
| Moyenne nationale                                                     | 3,5 %        | 15,2 %                                    | 6,4 %                                             | 13,3 %                     | 13,3 %                   | 7,6 %                     |
| Sources : Insee,                                                      |              |                                           |                                                   |                            |                          |                           |

## Culture locale et patrimoine

### Patrimoine environnemental
La commune de Breuillet a été récompensée par une fleur au concours des villes et villages fleuris en 2013.
Les berges de l'Orge, les bois et les champs à l'ouest de la commune et la carrière géologique au sud ont été recensés au titre des espaces naturels sensibles par le conseil général de l'Essonne.

### Lieux et monuments
On peut remarquer les lieux suivants :
- le château du Chapitre, datant de la fin XVIe siècle, qui accueille depuis 2011 la mairie[94] ;
- le château du Colombier, datant du milieu ou de la fin XVIIIe siècle, propriété privée ;
- l'église Saint-Pierre, datant initialement du XIVe siècle et profondément remaniée en 1688 avec la construction d’un chœur à l'est et d'une entrée couverte vers l'Ouest, ainsi que de deux chapelles. L'édifice a été restauré  dans les années 1985-1990 après des réparations après la Révolution française[95] ;
- la fresque du travail au parc du moulin, haut relief appelé à l’origine « Frise du travail », de  8 mètres de long et 2 mètres de haut, réalisée en l'honneur de ceux qui édifièrent l'exposition universelle de 1900 et qui ornait la porte d’entrée principale de l'exposition conçue en 1898 par l'architecte René Binet. La fresque est l'œuvre du sculpteur Anatole Guillot et du céramiste Émile Müller, qui l'entrepose dans son atelier après l'exposition. Camille Bériot, successeur d'Émile Müller, crée en 1922 une briqueterie à Breuillet, sur le site du moulin à eau acquis de la famille du dernier meunier, M. Hutteau. Une partie du site redevient un parc public en 1998, décoré d'œuvres d'Émile Müller[96].

### Personnalités liées à la commune
- Marie de Breuillet (vers 1080-vers 1119), maîtresse de Louis VI le Gros.

### Héraldique et logotype

Logo.

| Blason de Breuillet | Blason  | D'azur à la tierce ondée d'argent posée en bande, accompagnée, en chef, d'une grappe de raisin d'or et, en pointe, d'un fer de moulin du même, à l'orle crénelée aussi d'or et à la bordure de gueules, à l'écusson du même à la cloche aussi d'argent brochant en abîme sur la tierce. |
| Blason de Breuillet | Détails | L'étymologie du nom de Breuillet est rappelée par le liseré qui suit le bord de l'écu. Ce dernier est crénelé en souvenir de l'argile, matière première des briques et des tuiles qui fut, par le passé, une grande activité sur la commune de Breuillet. La grappe de raisin rappelle aussi que Breuillet fut un immense vignoble et le fer-de-moulin, que les trois rivières, symbolisées par les bandes ondées, ont alimenté de nombreux moulins. L'écusson chargé d'une cloche signifie que la commune a dépendu de Saint-Yon, qui porte quatre cloches sur son propre blason. La cloche signifie terre d'Église. L'azur et les gueules, le bleu et le rouge sont les couleurs de la ville de Paris de qui Breuillet dépendait beaucoup par les hommes qui ont fait son histoire et qui marquent son attachement à l'Île-de-France. La commune s'est en outre dotée d'un logotype reprenant principalement son blason. |

### Breuillet dans les arts et la culture
- Breuillet a servi de lieu de tournage pour le film J'attends quelqu'un de Jérôme Bonnell sorti en 2007[98],[99].
- En 2011, l’Hôtel du Bout du Monde de Breuillet a servi de décor pour le film 10 jours en Or de Nicolas Brossette, sorti en 2012 et mettant en scène l'acteur et humoriste Franck Dubosc[réf. nécessaire].